# Liste der kolumbianischen Botschafter in der Deutschen Demokratischen Republik
Die kolumbianische Botschaft befand sich in der Clara-Zetkin-Straße 89 östlich der Bunsenstraße in Berlin. Das Gebäude wurde von der Anlagenimport GmbH, einem Unternehmen der Kommerzielle Koordinierung Gruppe, erstellt und vom Dienstleistungsamt für Ausländische Vertretungen in der DDR, Clara-Zetkin-Straße 85, einer Einrichtung des Ministeriums für Auswärtige Angelegenheiten der DDR vermietet:
- 1. Etage: Angola
- 4. Etage: Argentinien und Libanon
- 5. Etage: Kolumbien
- 6. Etage: Indien.

Auch ARD, ZDF und die Süddeutsche Zeitung hatten hier Redaktionsbüros gemietet.
| Ernannt / Akkreditiert | Name                          | Bemerkungen | ernannt von              | akkreditiert bei | Posten verlassen |
| ---------------------- | ----------------------------- | --- | ------------------------ | ---------------- | ---------------- |
| 7. März 1974           | Juan Pablo Llinás Olarte      | (* 8. Dezember 1903 in Sabanalarga; † 19. Mai 1982) Arzt, Januar bis Juni 1945 sowie Oktober 1958 bis August 1961 Bürgermeister von Bogotá, Ministro de Salud en 1958, Von 1971 bis 1973 Vorsitzender der Academia Nacional de Medicina de Colombia | Alfonso López Michelsen  | Willi Stoph      | Feb. 1975        |
| 21. Juli 1978          | Carlos Eduardo Lozano Tovar   | | Julio César Turbay Ayala | Erich Honecker   | 1979             |
| 1979                   | Carlos Holmes Trujillo García | (* 1951 in Cartago) Von Januar 1988 bis Januar 1990 Bürgermeister von Cali. 19. Juni 1992 Bildungsminister | Julio César Turbay Ayala | Erich Honecker   |                  |
| 21. Juli 1981          | Humberto Valencia García      | Architekt | Julio César Turbay Ayala | Erich Honecker   |                  |
| 1986                   | Ramses Hakim-Murad            | | Virgilio Barco Vargas    | Erich Honecker   | 1988             |
| 18. Juni 1988          | Luis Villar Borda             | | Virgilio Barco Vargas    | Erich Honecker   | 1990             |